# Арапица
Ара̀пица (на гръцки: Αράπιτσα) е река в Егейска Македония, Гърция, на която е разположен град Негуш (Науса).

## Описание
Арапица извира от планината Каракамен (Вермио) под името Селска река (Селиотико рема), тъй като на нея са разположени Горно Шел и Средно Шел (Горно и Средно село). По горното течение на реката е разположен паркът „Свети Николай“ (Агиос Николаос). Арапица тече в североизточна посока и след излизането си от планината минава през град Негуш и тече през областта Сланица. Минава край селата Голишани и Берска Вещица, Воденска Вещица и се влива в река Мъгленица (Могленицас) под Воденска Вещица (Полиплатанос) в обща делта с Голема река.
През 2002 година районът на Арапица в Негуш е обявен за защитена зона.

## Водосборен басейн
→ ляв приток, ← десен приток
- → Сясяк
- → Влашки извор
- → Азмак